# Вукова земля
Вукова земля (серб. Вукова земља), Страна Бранковича (серб. Земља Бранковића) или Область Бранковича (серб. Област Бранковића) — одно из государств, возникших после распада Сербского царства в 1371 году со смертью его правителя, царя Стефана Уроша V. Единственным правителем государства был Вук Бранкович, сын севастократора Бранко Младеновича.
Через брак с дочерью царя Лазаря Вук получил под управление большую часть Косова. Позднее им были присоединены земли Рашки, Полимя и Метохии. Наиболее важными и крупными городами государства были Приштина, Призрен, Печ, Скопье, Рас и другие.